# Кава (Судан)
Кава (древнее название — Гематон) — город эпохи Среднего царства, существовавший в XX век до н. э.. город. Располагался между 3-м и 4-м порогами Нила, на правом его берегу современной провинции Донгола, Судан. Перестроен фараоном Аменхотепом III и его преемником Аменхотепом IV (Эхнатоном) в XV веке до н. э. В 1930—31 и 1935—36 экспедиция Оксфордского университета вскрыла в Каве храмы египетского бога Амона, сооруженные Тутанхамоном и царями Куша («Большой» храм Тахарки). Обнаружены надписи, содержащие сведения о политике и событиях времени правления некоторых царей Напаты (Тахарки, Аманинетеиерике).

## Галерея

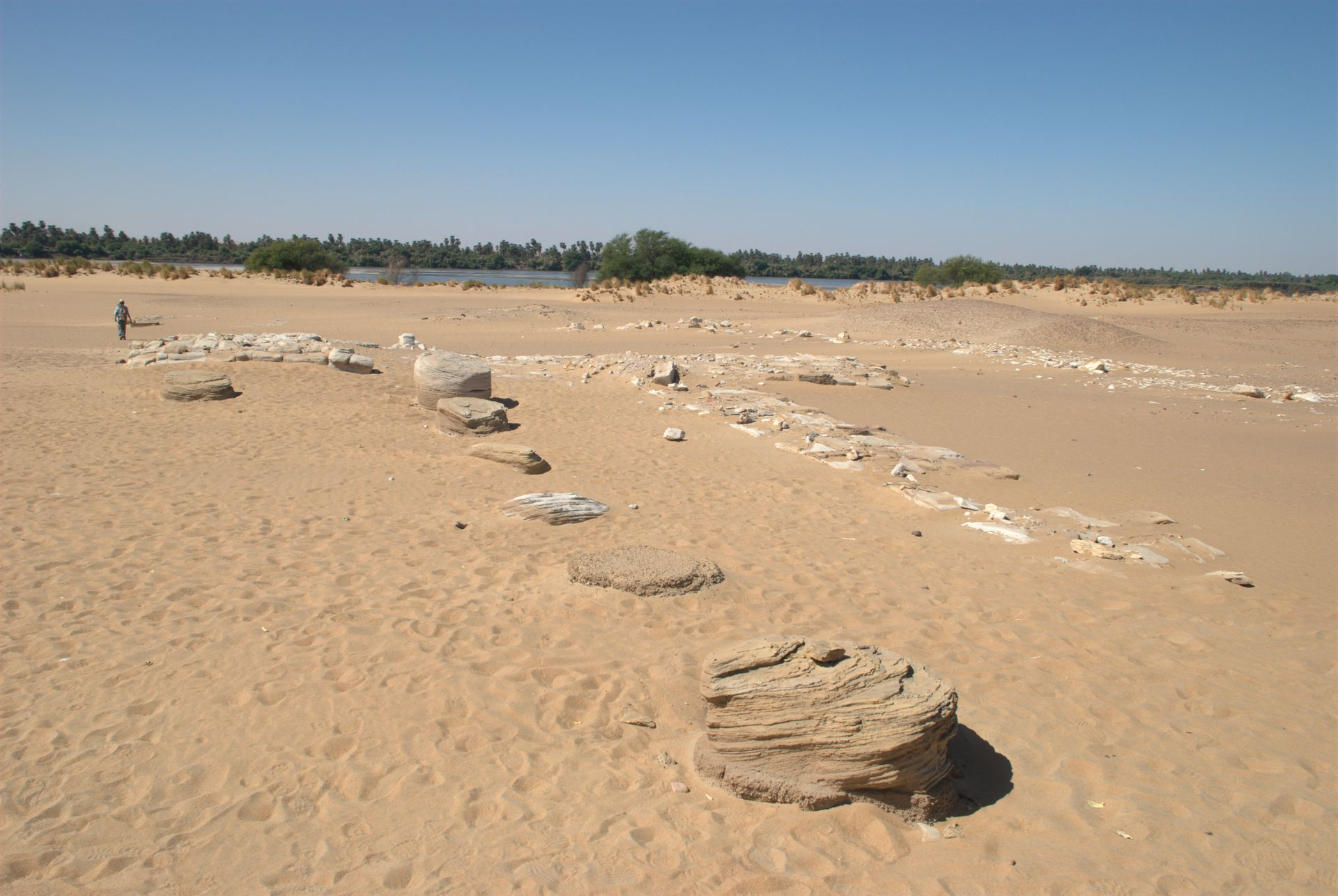
Остатки храма Амона, Кава, Судан
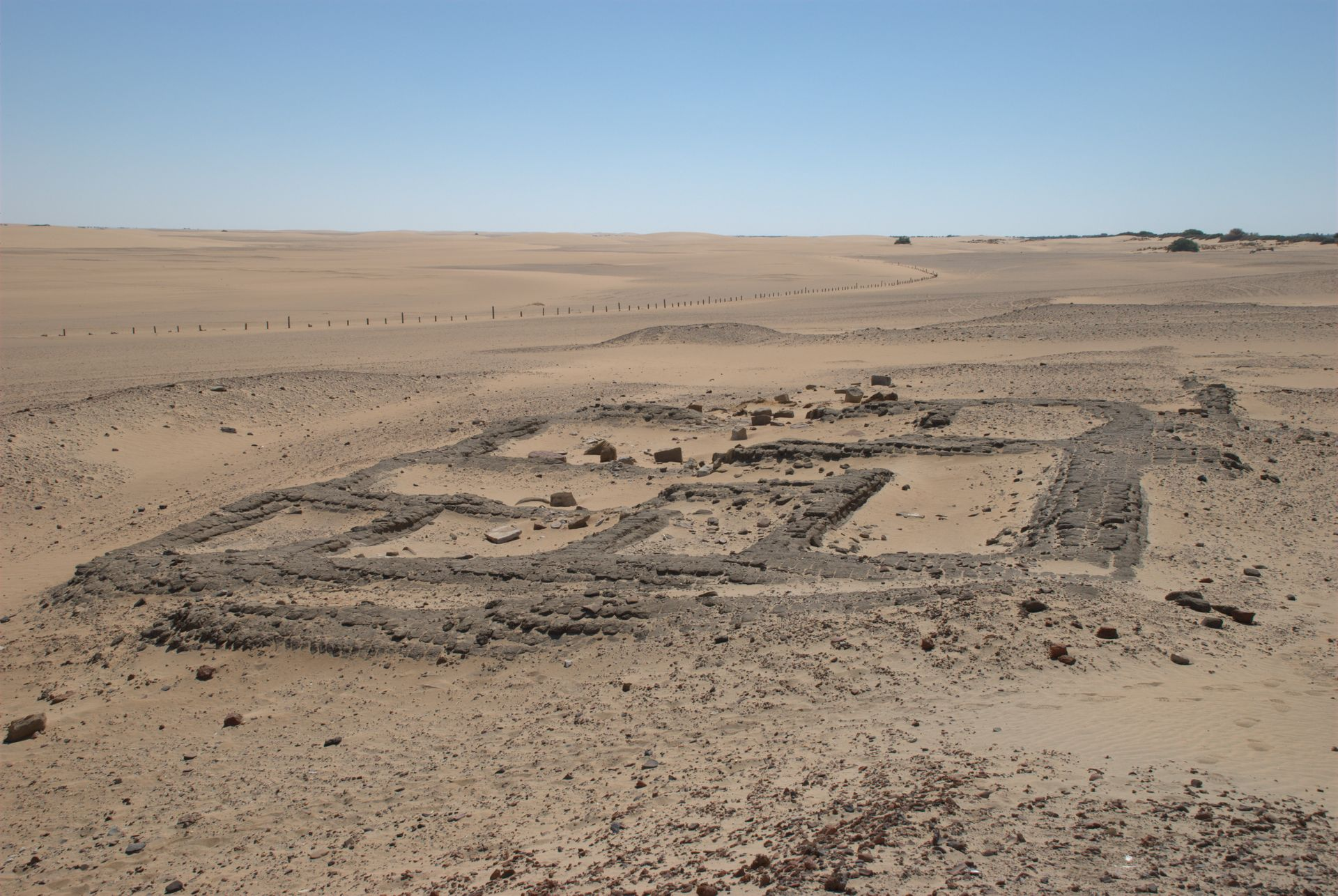
Раскопки глиняных построек, Кава, Судан
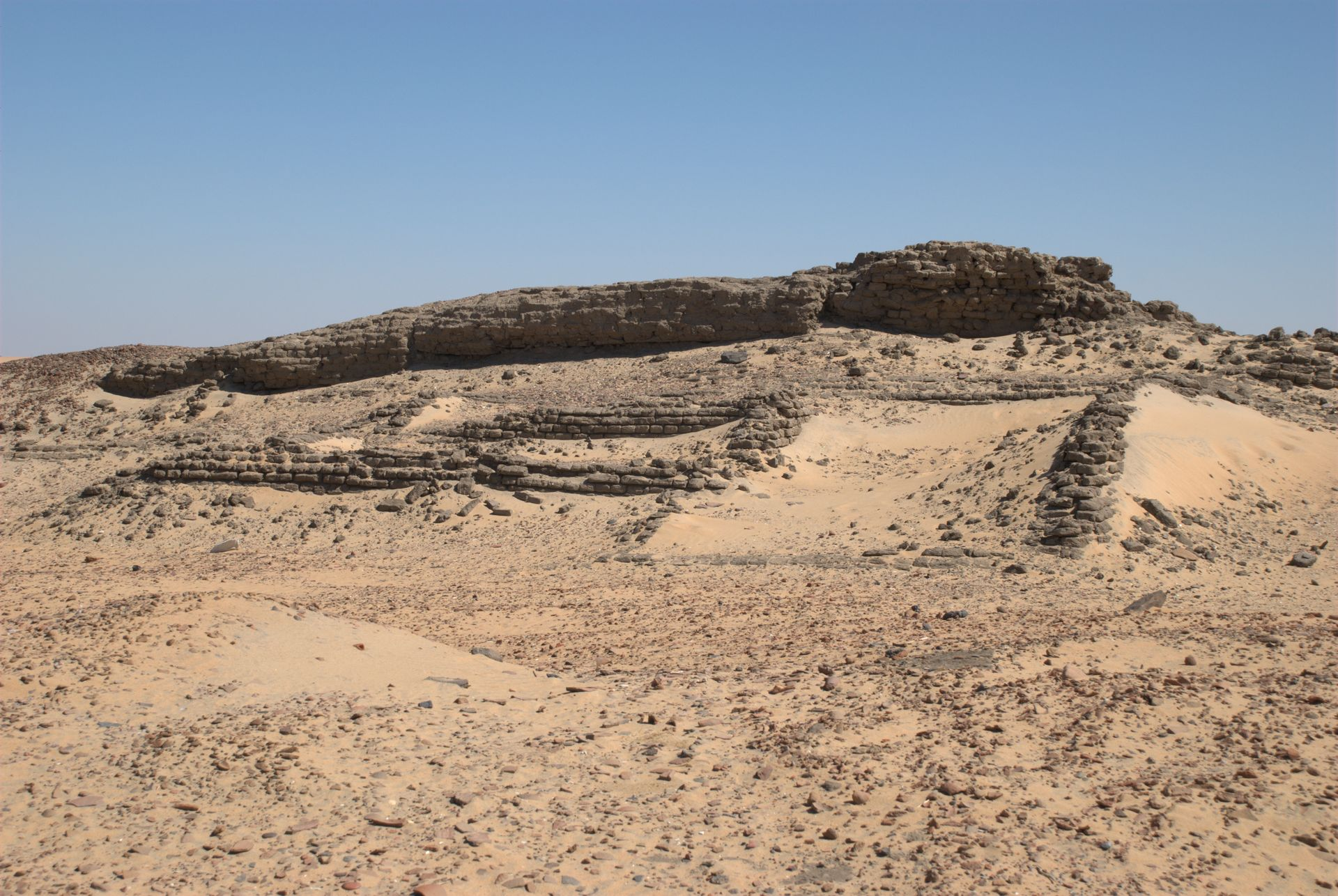
Раскопки кургана, Кава, Судан